# Koninklijk Harmonieorkest Ste Katarina en Peter Benoit
Het Koninklijk Harmonieorkest Ste Katarina en Peter Benoit VZW (SKPB) is een harmonieorkest uit Antwerpen, het resultaat van een fusie van twee orkesten, namelijk de Koninklijke Harmonie Ste. Katarina en de Koninklijke Harmonie Peter Benoit. De oprichting van het oudste gezelschap was in februari 1872.
Sinds 2008 heeft dit orkest haar naam gewijzigd naar Concertband Antwerpen vzw.

## Geschiedenis
In februari 1872 werd de "Muzikale Bond" te Antwerpen opgericht, die een half jaar later omgevormd werd in de Fanfaremaatschappij Ste Catharina. De oprichtingsdatum van het jongere orkest is precies bekend, namelijk 7 september 1897 en het heette oorspronkelijk Oud Ledenbond St-Jozef Kring. Die naam werd aan het eind van de 19e eeuw veranderd, eerst in Katholieke Volkskring 4de Wijk en later met toestemming van de bekende Vlaamse componist in Peter Benoit Kring. In maart 1901 begeleidde dit orkest dan ook de begrafenisstoet van Peter Benoit.
De Fanfaremaatschappij Ste Catharina werd op 23 januari 1923 het predicaat Koninklijk verleend; zo ook de Fanfare Peter Benoit ter gelegenheid van haar 35-jarig bestaan in 1933.
In 1934 werd door de Harmonie Peter Benoit de onthulling van het Peter Benoit-monument aan de Koninklijke Opera opgeluisterd. In 1978 kwam het tot een fusie van de twee harmonieorkesten met de nieuwe benaming Verenigde Koninklijke Harmonieën Ste Katarina en Peter Benoit vzw, en de zetel werd gevestigd te Antwerpen-Kiel. In 1980 werd de harmonie geklasseerd in de afdeling uitmuntendheid. In 1982 werd er binnen de vereniging een jeugdharmonie opgericht.
In 1985 werd door het harmonieorkest het bezoek van Paus Johannes Paulus II opgeluisterd. Het heeft ook deelgenomen aan het Europeade concert in het Antwerpse Sportpaleis.
Op 28 november 1996 werd de naam opnieuw veranderd in Koninklijk Harmonieorkest Ste Katarina en Peter Benoit, vzw.
In 1997 werd het harmonieorkest Nationaal Fedekam-kampioen in de afdeling uitmuntendheid, een mooi cadeau voor het 125-jarig jubileum. In het jubileumjaar nam het jeugdorkest deel aan de internationale Jeugdfestival te Neerpelt. In 1997 verzorgde het harmonieorkest een optreden in de Koningin Elisabethzaal te Antwerpen.
Sinds eind 2008 staat het Koninklijk Harmonieorkest Ste Katarina & Peter Benoit bekend als "Concertband Antwerpen".

## Tegenwoordig
Naast het harmonieorkest bestaat er binnen de vereniging ook een drumband en een jeugdorkest. Zowel het jeugdorkest als het harmonieorkest nemen geregeld deel aan concerttornooien ingericht door het Provinciaal Bestuur van Antwerpen of de federatie Fedekam.

## Dirigenten
| Koninklijk Harmonieorkest Ste Katarina |                    | Koninklijk Harmonieorkest Peter Benoit |                              |
| tijdperk                               | naam               | tijdsperk                              | naam                         |
| -------------------------------------- | ------------------ | -------------------------------------- | ---------------------------- |
| 1872-1877                              | Jan De Hondt       | 1897-1908                              | de heren Duckaert en De Laet |
| 1877-????                              | de heer Francken   | 1908-1914                              | Van Uffelen                  |
| ????-1930                              | J. Van Hove        | 1914-1919                              | F. Mees                      |
| 1930-1931                              | C. Van der Vreken  | 1919-1919                              | Van der Mueren               |
| 1931-1936                              | Van Parijs         | 1919-1922                              | V. Bourgeois                 |
| 1936-1962                              | P. Van Puyenbroeck | 1922-1925                              | C. De Wageneer               |
| 1962-1978                              | F. Asselberghs     | 1925-1928                              | De Decker                    |
|                                        |                    | 1928-1929                              | V. Bourgeois                 |
|                                        |                    | 1929-1932                              | E. Brants                    |
|                                        |                    | 1932-1937                              | R. Duerinckx                 |
|                                        |                    | 1937-1947                              | L. Jottier                   |
|                                        |                    | 1947-1961                              | L. Mampaey                   |
|                                        |                    | 1961-1972                              | F. Verbeeck                  |
|                                        |                    | 1972-1975                              | L. Nicasi                    |
|                                        |                    | 1975-1978                              | Paul Anné                    |

| Verenigde Koninklijke harmonieën "Ste Katarina" en "Peter Benoit"' | Verenigde Koninklijke harmonieën "Ste Katarina" en "Peter Benoit"' |
| tijdperk                                                           | naam                                                               |
| ------------------------------------------------------------------ | ------------------------------------------------------------------ |
| 1978-1981                                                          | Leon Janssens                                                      |
| 1981-1983                                                          | Paul Van Montfort                                                  |
| 1983-1992                                                          | Arthur Vanderhoeft                                                 |
| 1992-1995                                                          | Jos Wijnen                                                         |
| Koninklijk Harmonieorkest "Ste Katarina" en "Peter Benoit"         |                                                                    |
| tijdperk                                                           | naam                                                               |
| 1995-2004                                                          | Erwin Pallemans                                                    |
| 2004-2008                                                          | Jan Rypens                                                         |
| 2008-2012                                                          | Karel Deseure                                                      |
| K.Harmonieorkest SKPB-Concertband Antwerpen                        |                                                                    |
| tijdperk                                                           | naam                                                               |
| 2013                                                               | Bran Lamberts (interim)                                            |
| 2013-2018                                                          | Jan Rypens                                                         |
| 2019-2020                                                          | Koen Maes                                                          |
| 2021-heden                                                         | Peter Van Montfort                                                 |